# Lijst van oorlogsmonumenten in Doesburg
De Nederlandse gemeente Doesburg heeft 6 oorlogsmonumenten. Hieronder een overzicht.
| Nr.                             | Object                                                        | Herdachte groep | Ontwerper                     | Onthulling    | Type            | Locatie                            | Plaats   | Coördinaten                 | Foto                                                          |
| ------------------------------- | ------------------------------------------------------------- | --- | ----------------------------- | ------------- | --------------- | ---------------------------------- | -------- | --------------------------- | ------------------------------------------------------------- |
| 332                             | Joods monument                                                | vervolgden Nederland                                                                                               | Han Jansen (05-09-1958)       | 4 mei 1985    | plaquette       | Philip Gastelaarsstraat 2, 6981 BH | Doesburg | 52° 0' 54" NB, 6° 8' 2" OL  |                                                               |
| 336                             | Oorlogsmonument                                               | militairen in dienst van het Ned. Kon. na 1945, militairen in dienst van het Ned. Kon. 1940-1945, verzet Nederland | G. Kok                        | 1 1968        | plaquette       | Koepoortstraat 1, 6981 AP          | Doesburg | 52° 0' 54" NB, 6° 8' 2" OL  | Oorlogsmonument                                               |
| 1035                            | Oorlogsmonument Burgemeester Flugi van Aspermontlaan Doesburg | militairen in dienst van het Ned. Kon. 1940-1945                                                                   |                               |               | gedenksteen     | Flugi van Aspermontlaan 2, 6981 AN | Doesburg | 52° 1' 3" NB, 6° 7' 53" OL  | Oorlogsmonument Burgemeester Flugi van Aspermontlaan Doesburg |
| 1036                            | Plaquette op de gevel van de voormalige synagoge              | vervolgden Nederland                                                                                               | Theo Renirie, Pieter Snijders | 14 april 2000 | plaquette       | Veerpoortstraat 3, 6981            | Doesburg | 52° 0' 52" NB, 6° 7' 59" OL | Plaquette op de gevel van de voormalige synagoge              |
| 1037                            | Vredesmonument                                                | algemeen, allen | Jan Wolkers (1925-2007)       | 16 april 1993 | beeld/sculptuur | Markt, 6981 CJ                     | Doesburg | 52° 0' 52" NB, 6° 8' 4" OL  | Vredesmonument                                                |
| Dit oorlogsmonument op Wikidata | Stolpersteine                                                 | vervolgden Nederland                                                                                               | Gunter Demnig                 |               | plaquette       | Zie Stolpersteine in Doesburg      | Doesburg |                             | Meer afbeeldingen                                             |

Aalten ·
Apeldoorn ·
Arnhem ·
Barneveld ·
Berg en Dal ·
Berkelland ·
Beuningen ·
Bronckhorst ·
Brummen ·
Buren ·
Culemborg ·
Doesburg ·
Doetinchem ·
Druten ·
Duiven ·
Ede ·
Elburg ·
Epe ·
Ermelo ·
Harderwijk ·
Hattem ·
Heerde ·
Heumen ·
Lingewaard ·
Lochem ·
Maasdriel ·
Montferland ·
Neder-Betuwe ·
Nijkerk ·
Nijmegen ·
Nunspeet ·
Oldebroek ·
Oost Gelre ·
Oude IJsselstreek ·
Overbetuwe ·
Putten ·
Renkum ·
Rheden ·
Rozendaal ·
Scherpenzeel ·
Tiel ·
Voorst ·
Wageningen ·
West Betuwe ·
West Maas en Waal ·
Westervoort ·
Wijchen ·
Winterswijk ·
Zaltbommel ·
Zevenaar ·
Zutphen